# 陆军防化第二团
中国人民解放军陆军防化第二团，代号69007部队，别名降魔先鋒團，隶属中国人民解放军陆军。团部驻乌鲁木齐市水磨溝區五星北路146號，主要担负平时新疆维吾尔自治区核化生应急救援任务，及战时指导新疆军区部队地方武装进行核生化防护。建团于2017年，首任团长为胡国鹏上校。

## 沿革
陸軍防化第二團前身為新疆軍區防化營。
- 1981年初烏魯木齊軍區守備第一師撤銷直轄營建置，師轄守備一團、二團、三團、砲兵團代號分別為36834部隊、36835部隊、36836部隊、36839部隊。
- 1985年6月烏魯木齊軍區與蘭州軍區合併為新的蘭州軍區，烏魯木齊軍區守備第一師與陸軍第五師合編為蘭州軍區守備旅，代號36990部隊，歸新疆軍區建置領導，守備旅機關和直屬隊分隊駐烏魯木齊七道灣守備一、二、四、五營駐烏魯木齊西山路，守備三營駐水磨溝溫泉西路。
- 1992年10月蘭州軍區守備旅縮編為新疆軍區獨立步兵第一團，代號69009部隊駐烏魯木齊七道灣。代管有新疆軍區防化營，代號69007部隊。
- 2009年7月新疆軍區獨立步兵第一團同防化營參與處置新疆烏魯木齊七五事件
- 2013年4月獨立步兵第一團同原新疆軍區獨立步兵第二團合併為新疆軍區特種大隊代號69290部隊，駐新疆喀什地區葉城，原獨立步兵第一團營區由新疆軍區防化營接管。
- 2017年6月新疆軍區防化營擴編為中國人民解放軍陸軍防化第二團，隸屬於新疆軍區參謀部
- 2019年中國人民解放軍陸軍防化第二團改隸新疆軍區
- 2020年6月抽組兵力赴中印邊境執行戰備任務

## 編制
1981年烏魯木齊軍區守備第一師下轄守備一團、二團、三團、砲兵團。1983年改編為蘭州軍區守備旅後下轄守備一、二、三、四、五營，1992年改編為獨立步兵第一團後下轄特種營、摩步營、裝步營，並代管有新疆軍區防化營。
2017年在深化國防和軍隊改革中改編的陸軍防化第二團下轄：
- 防化一營
- 防化二營
- 防化三營
- 支援保障營

## 团长
- 胡国鹏 上校 2017-2020
- 翟 筑   上校 2020-